# 奥山兼清
奥山 兼清（おくやま かねきよ）は、戦国時代から江戸時代初期の武将。仙台藩重臣。

## 生涯
元亀2年（1571年）、伊達氏家臣・目々沢常基の長男として生まれる。
目々沢氏は相馬氏一族・重臣の木幡氏の分家で、行方郡目々沢（現：南相馬市原町区米々沢）に拠って目々沢氏を称した。10代目の目々沢盛清（常清）は相馬顕胤に仕えて「鬼目々沢」と称された武勇の士で、顕胤の舅・伊達稙宗が伊達家の直臣に取り立てようとしたが、盛清が病没したため果たせず、伊達晴宗の代になって常清の子・常基（胤重）が伊達家に召抱えられ、出羽国下長井荘伊佐沢（現：長井市伊佐沢）に所領を与えられていた。
天正2年（1574年）、隣国の最上氏で最上義守・義光父子が対立して合戦となり、伊達輝宗は義守方に与して参戦し（天正最上の乱）。この時、父の常基は義光の軍と川樋城近辺で戦い討死する。天正7年（1579年）、9歳で近習に取り立てられる。
天正13年（1585年）、伊達政宗に従い、人取橋の戦いに出陣。伊達軍本陣を死守する。天正16年（1588年）4月4日、目々澤隼人兼清は、家士等共々最上領上山近辺の阿弥陀寺の寄居に夜討ちし、討ち取った首6級を伊達政宗に献上する。天正18年（1590年）1月26日、御内々御座敷に於いて賭博の御慰あり。奧山与一佐衛門兼清と湯目民部景康・屋代勘解由兵衛景頼は、政宗の命により御相手務める。この年には奥山を名乗っていた。
文禄元年（1592年）、奧山与一佐衛門は伊達政宗に従い朝鮮の役に出陣。慶長3年（1598年）1月、京都の伏見に政宗と滞在中、奧山兼清の家臣の従者2名が相伴って出奔。事を重く見た政宗によって、同じ伊達氏家臣の松岡長時に追手を命じ、濃州居増駅にて討たれる。
慶長5年（1600年）10月2日、政宗より、最上氏への加勢第2陣として茂庭石見綱元・屋代勘解由兵衛景頼・湯村信濃親元・奧山与一佐衛門兼清の四備えが差遣わされる。奧山与一佐衛門兼清円居は、馬上80騎・長柄200本・弓100張・鉄砲300挺の出陣であった。しかし、同月5日、上杉軍率いる直江氏が長谷堂城攻撃から退却したため、笹谷より帰陣。白石城に在陣する政宗の軍と合流する。その後は福島表の戦いに出陣した。
慶長6年（1601年）9月10日、徳川家康の命により伊達政宗は京都に上洛。奧山兼清は御供家老として片倉景綱・屋代景頼・山岡重長・大條実頼・鈴木重信・津田景康と共に随従、岩出山城から出発した。同月18日、一行は江戸に着く。神田橋を渡る時、俄かに橋が崩れ、御供の士10人余りが堀に落下したが、運良く怪我する者はいなかった。直ちに江戸城に登城、徳川秀忠に拝謁する。翌19日に江戸を出発、京都の伏見伊達屋敷には10月上旬に到着した。
仙台藩が成立すると、兼清は奉行職（他藩の家老に相当）を拝命し、慶長7年（1602年）には屋代景頼に代わって名取郡岩沼城主となり、2,800石を知行する。
慶長13年（1608年）には前年に実施された慶長検地の結果を受けて、鈴木元信と共に家中の知行割再編作業を行った。
慶長16年（1611年）1月15日、江戸城に於いて将軍徳川秀忠より、石母田大膳宗頼・鈴木和泉重信・奥山出羽兼清・片倉備中景綱は御茶を賜う。
慶長18年（1613年）11月9日、伊達政宗は田代養元へ御茶を饗せられる。饗応後、奥山兼清は政宗の御使者として、田代養元へ銀子20枚・御小袖二重・御馬一匹・雁十羽・鮭子十尺の品を献上する。慶長18年（1613年）11月26日、伊達政宗は突然として奧山兼清宅を訪問。兼清の子の三四郎5歳に御目見を賜る。
慶長19年（1614年）3月、伊達政宗に越後高田城御普請が命ぜられる。奧山兼清は片倉重綱・石母田宗頼らと共に随従。途中江戸に逗留し、直ちに江戸城に登城して徳川秀忠に拝謁。その後、一行は高田城に向かった。慶長19年（1614年）7月、高田城は成就する。伊達政宗率いる本隊は、新潟そして米沢経由で帰途につく。途中、置賜郡高畠で父輝宗の墓前に墓参りし、その後仙台に戻った。奥山兼清は別道で単身江戸に向かい、江戸についてからは直ちに江戸城に登城。徳川秀忠に高田城成就の報告をしてから仙台に戻った。
慶長19年（1614年）10月、奧山兼清は、摂津大坂の陣（冬の陣）に伊達政宗に従い軍を率いて出陣する。しかし、まもなく和睦となり、翌年の慶長20年（1615年）、江戸まで戻ったところ、同年5月、再び大坂の陣（夏の陣）が勃発。奧山兼清は、伊達政宗に従い再び大阪へ出陣。同月5日、津田民部景康の軍と道明口の勝田山の麓に布陣。しかし、後から来た着陣した片倉重長の軍に陣場を割渡する。その後、戦（道明寺の戦い）となったが、奧山兼清の軍は奮戦、首18級を上げる武功を挙げた。
元和2年（1616年）2月6日死去。享年46。
兼清邸を弔問に訪れた政宗は、婿養子となって横尾家を継いでいた弟の横尾常良に兼清の奉行職を引き継がせるとともに、跡取りの隼人（兼義）が幼少であることを理由に常良が陣代として奥山家の知行3,000石と岩沼城を管理するよう命じた。陣代となった常良は奥山姓に戻り、寛永6年（1629年）に兼義が成人するまで陣代を務めた。しかしその兼義も寛永13年（1636年）6月26日に跡取りを残さずに死去。小斎の佐藤氏に養子に出ていた四弟の重信が実家に戻ることで御家の存続は許されたが、岩沼城から名取郡下野郷村矢ノ目（現：岩沼市下野郷、仙台空港一帯）に所領替えを命じられ、知行も3,000石から772石まで削減された。その後、奥山本家は元禄11年（1698年）に下野郷から磐井郡藤沢に移され、1,813石まで加増されて幕末に至るまで存続した。

## 系譜
- 父：目々沢常基（胤重）

- 子
  - 奥山常基（三四郎、隼人） - 長男。早世
  - 奥山兼義（隼人） - 二男
  - 大立目宗信 - 三男。大立目宗直養子
  - 奥山重信 - 四男。はじめ佐藤勝信養子、のちに実家に戻り兼義の跡を継ぐ